# Ulm-felttoget
Ulm-felttoget var en række franske og bayerske troppebevægelser og slag med det formål at at udmanøvrere og fange en østrigsk hær i 1805 under Den tredje koalition under Napoleonskrigene. Slaget stod i nærheden af og i den schwabiske (dengang bayerske) by Ulm. Den franske Grande Armée ledet af kejser Napoleon 1. af Frankrig bestod af 210.000 mand i syv armékorps, der forsøgte at drive de østrigske styrker tilbage over Donau, før russiske forstærkninger kunne nå frem. Ved ilmarch lykkedes det Napoleon at fange en østrigsk hær på 23.000 mænd under kommando af general Mack den 20. oktober ved Ulm. Det bragte det samlede antal østrigske krigsfanger under felttoget op på 60.000. Felttoget betragtes som et strategisk mesterstykke og lå til grund for Schlieffen-planen, der lå klar i begyndelsen af det 20. århundrede.
Sejren ved Ulm afsluttede ikke krigen, da der stadig lå en stor russisk hærenhed under ledelse af Kutuzov ved Wien. Russerne trak sig tilbage mod nordøst for at vente på forstærkninger og slutte sig til de østrigske styrker. Franskmændene fulgte efter og indtog Wien den 12. november. Den 2. december vandt franskmændene det afgørende slag ved Austerlitz, hvilket betød Østrigs exit fra krigen. fred i Pressburg i slutningen af december førte til opløsningen af den tredje koalition og betød, at Frankrig var den førende magt i Centraleuropa. Det førte til krigen mod den fjerde koalition (Preussen og Rusland) året efter.

## Optakt
Europa havde været inddraget i Revolutionskrigene siden 1792. Efter fem års krig nedkæmpede den franske republik den første koalition i 1797. Den anden koalition blev dannet i 1798 og blev nedkæmpet i 1801. Storbritannien var den eneste modstander af det nye franske konsulat. I marts 1802 enedes Frankrig og Storbritannien om at stoppe kamphandlingerne med fredstraktaten i Amiens. For første gang i ti år var der fred i hele Europa. Der var dog stadig store spændinger mellem de to, og gennemførelsen af fredstraktaten blev en stadig større udfordring. Briterne var imod at overgive alle koloniale erobringer siden 1793, og franskmændene var vrede over, at britiske styrker endnu ikke havde forladt Malta. Denne situation blev kun værre efter Napoleon sendte en ekspedionsstyrke af sted for at knuse Den haitiske revolution. I maj 1803 erklærede Storbritannien krig mod Frankrig.

### Tredje koalition
I december 1804 førte en britisk-svensk aftale til oprettelsen af Den tredje koalition. Den britiske premierminister William Pitt arbejdede i 1804 og 1805 hektisk på via diplomati at få dannet en ny koalition mod Frankrig. Gensidig mistro briterne og russerne imellem gjorde, at franskmændene begik flere politiske fejl, og i april 1805 underskrev Rusland og Storbritannien en alliance. Efter at Østrig var blevet slået to gange tidligere af Frankrig var landet ivrigt efter at få revanche, og landet tilsluttede sig derfor koalitionen nogle få måneder efter.

### La Grande Armée
Før oprettelsen af den tredje koalition havde Napoleon samlet en invasionsstyrke, der skulle indtage de Britiske Øer, i seks lejre ved Boulogne i Nordfrankrig. Den blev trænet intensivt til enhver militæroperation. Soldaternes kedsomhed var et tilbagevende problem, men Napoleon besøgte dem ofte, trænede dem og afholdt storstilede parader for at højne moralen blandt dem.
Hæren ved Boulogne udgjorde kernen i det, Napoleon senere kaldte "La Grande Armée" (dansk: "Den store hær"). Først havde den omkring 200.000 mand i syv armékorps med 36 til 40 kanoner hver og i stand til at kæmpe alene indtil andre korps kunne nå frem og hjælpe. Ud over dem dannede Napoleon en kavalerireserve på 22.000 i to kyrassérdivisioner, fire dragondivisioner og to divisioner af ikke-beredne dragoner og let kavaleri, støttet af 24 artillerikanoner. I 1805 var La Grande Armée vokset til en styrke på 350.000, var velforsynet, toptrænet og havde et meget kompetent officerskorps.

### Østrigske hær
Ærkehertug Karl, bror til den østrigske kejser, var gået i gang med at reformere den østrigske hær i 1801 ved at tage magten fra Hofkriegsrat, der var det militær-politiske råd, der tog beslutninger for Østrigs væbnede styrker. Karl var Østrigs bedste hærfører, men var upopulær ved hoffet og mistede indflydelse, da Østrig mod hans råd gik i krig mod Frankrig. Karl Mack blev udnævnt som hærfører for den østrigske hær og indledte reformer af infanteriet lige før krigen: et regiment skulle bestå af fire bataljoner i fire kompagnier i stedet for tre bataljoner i seks kompagnier. Denne pludselige ændring blev gennemført uden at efteruddanne officererne. Det resulterede i, at de nye enheder ikke blev ledet lige så godt som de gamle enheder. Østrigske kavalrienheder blev reget blandt de bedste i Europa, men tilknytningen af kavalerienheder til forskellige infanteriformationer gjorde, at de ikke kunne optræde samlet, som deres franske modpart.

## Felttoget
Slaget om Ulm varede næsten en måned, og den franske hær under Napoleons kommando slog gang på gang de overraskede østrigere. Det kulminerede den 20. oktober med tabet af en hel østrigsk hær.

### Østrigske forberedelser
General Mack var af den opfattelse, at Østrig ville være sikret, hvis han kunne forsvare bjergpassene i Schwarzwald i Sydtyskland, hvor der havde været en del kamphandlinger under Revolutionskrigene. Mack mente ikke, at der ville komme kampe i det centrale Tyskland. Han besluttede derfor at gøre byen Ulm til centrum i sin defensive strategi, der gjorde at franskmændene skulle holdes i skak, indtil russerne under Kutuzovs kommando kunne komme til undsætning. Ulm var beskyttet af de svært befæstede Michelsberghøjder, hvilket gav Mack det indtryk, at byen stort set var uindtagelig.
Desværre valgte Hofkriegsrat, at Østrig skulle koncentrere sin indsats i Norditalien. Ærkehertug Karl fik 95.000 mand og blev beordret til at krydse Adige med Mantova, Peschiera og Milano som de indledende mål. Østrigerne stationerede en hær på 72.000 mænd ved Ulm. På papiret var de under ærkehertug Ferdinands kommando, men i realiteten var de Macks. Østrigernes strategi byggede bl.a. på at ærkehertug Johan med 23.000 mand sikrede Tyrol og sørgede for en forbindelse mellem sin bror Karls og sin fætter Ferdinands hære. Østrigerne sendte også individuelle korps af sted for at hjælpe svenskerne i Forpommern og briterne i Napoli. De var dog ment som afledningsmanøvrer, der skulle få franskmændene til at opdele deres resurser.

### Franske forberedelser
Under felttogene i 1796 og 1800 havde Napoleon udset sig Donau-området til den franske hærs vigtigste operationer, men i begge tilfælde blev Italien de vigtigste. Derfor troede Hofkriegsrat, at Napoleon igen ville slå til mod Italien. Napoleon havde dog andre planer: 210.000 franske soldater ville blive sendt østpå fra lejrene ved Boulogne og skulle omringe general Macks østrigske hær, hvis den forsatte sin march mod Schwarzwald. I mellemtiden skulle marskal Murat udføre en række skinmanøvrer med kavaleriet i Schwarzwald, der skulle få østrigerne til at tro, at franskmændene ville rykke frem ad en direkte vest-øst-akse. Hovedangrebet i Tyskland skulle følges op af franske angreb i andre dele af Europa:: Masséna skulle angribe Karl i Italien med 50.000 mand, St. Cyr skulle marchere til Napoli med 20.000 og Brune skulle patruljere Boulogne med 30.000 mand for at undgå en mulig britisk invasion.
Murat og Bertrand udførte rekognoscering mellem Tyrol og Main. Samtidig lavede Savary, chefen for planlægningen, detaljerede vejkort for områderne mellem Rhinen og Donau. Venstre flanke af La Grande Armée skulle bevæge sig fra Hanover og Utrecht for at overfalde Württemberg; den højre og midterste flanke med tropper fra kanalkysten, skulle samle sig langs Midtrhinen omkring byerne Mannheim og Strasbourg. Mens Murat bevægede sig rundt i Schwarzwald, skulle andre franske styrker invadere det centrale Tyskland og derefter rykke mod sydøst og erobre Augsburg, en manøvre der skulle isolere Mack og afbryde den østrigske kommunikation.

### Den franske invasion
Den 22. september besluttede Mack at holde Illerlinien fast. De sidste tre dage i september begyndte franskmændene den store march, og de nåede den østrigske bagtrop. Mack var sikker på, at franskmændene ikke ville krænke preussisk territorium, men da han hørte, at Bernadottes I Korps var marcheret gennem den preussiske by Ansbach, tog han den skæbnesvangre beslutning at blive og forsvare Ulm i stedet for at trække sig tilbage mod syd, hvilket kunne have reddet størstedelen af hans styrker. Napoleon havde dårlige efterretninger om Macks intentioner og manøvrer. Han vidste at Kienmayers korps var sendt til Ingolstadt øst for de franske positioner, men agenten overdrev dens styrke. Den 5. oktober beordrede Napoleon Ney til at slutte sig til Lannes, Soult og Murat for sammen at krydse Donau ved Donauwörth. Den franske omringning var dog ikke sikker nok til at forhindre Kienmayers flugt: de franske korps mødtes ikke alle samme sted – i stedet blev de indsat i en vest-øst-akse – og Soult & Davout tidlige ankomst til Donauwörth ansporede Kienmayer til at udvise forsigtighed samt passivitet. Napoleon blev langsomt overbevist om, at østrigerne samlede sig ved Ulm og beordrede store dele af den franske hær til at samle sig omkring Donauwörth; den 6. oktober satte tre franske infanterikorps kurs mod Donauwörth for at afskære Macks flugtrute.
Da det gik op for Mack, at han var udsat, besluttede han at gå i offensiven. Den 8. oktober beordrede han hæren til at koncentrere sig om området rundt om Günzburg og håbede at kunne ramme Napoleons kommunikationslinjer. Mack beordrede Kienmayer til at lokke Napoleon længere mod øst til München og Augsburg. Napoleon troede ikke på, at Mack ville krydse Donau og flytte sig væk fra sit centrale hovedkvarter, men han så, at der alligevel lå en strategisk fordel i at have kontrol over broerne ved Günzburg. For at nå dette mål sendte Napoleon Neys korps til Günzburg uvidende om, at størstedelen af af den østrigske hær var på vej mod samme mål. Den 8. oktober kom felttogets første rigtige kamp ved Wertingen mellem Auffenburgs og Murat/Lannes tropper.

### Slaget ved Wertingen
Af ukendte årsager beordrede Mack den 7. oktober Franz von Auffenberg at tage sin division på 5.000 mand infanteri og 400 kavalerister fra Günzburg til Wertingen for at forberede den østrigske tilbagetog fra Ulm. Da Auffenberg ikke var sikker på, hvad han skulle, og uden håb om forstærkninger var han i en farlig position. De første franske styrker, der nåede frem, var Murats kavaleridivisioner, Kleins 1. dragondivision, Beaumonts 3. dragondiv. og Nansoutys kyrassérer. De begyndte at angribe de østrigske positioner og fik snart hjælp af Oudinots grenadere, der håbede på at omgå de østrigske positioner fra nord og vest. Auffenburg prøvede at trække sig tilbage mod sydvest, men han var ikke hurtig nok: østrigerne mistede næsten hele deres styrke, da mellem 2.000 til 3.000 mand blev taget som krigsfanger. Slaget ved Wertingen blev en let fransk sejr.
Kampene ved Wertingen overbeviste Mack om, at han skulle blive og kæmpe på Donaus venstre bred i stedet for at trække sig direkte mod øst over på højre bred. Det betød, at den østrigske hær måtte krydse floden ved Günzburg. Den 8. oktober opererede Ney efter ordre fra Berthier, der lød på et direkte angreb på Ulm dagen efter. Ney sendte Mahlers 3. division af sted for at indtage broerne over Donau ved Günzburg. En kolonne af hans division stødte sammen med nogle af tyrolske jägerere og tog 200 af dem til fange med deres øverstkommanderende general d'Apsré og to kanoner. Da østrigerne opdagede det, forstærkede de deres positioner rundt om Günzburg med tre infanteribataljoner og 20 kanoner. Malhers division udførte flere heroiske, men mislykkedes, angreb mod de østrigske positioner. Mack sendte herefter Gyulai af sted med syv infanteribataljoner samt 14 kavalerieskadroner for at reparere de ødelagte broer, men de blev angrebet og udslettet af det forsinkede franske 59. infanteriregiment. Det kom til voldsomme kampe, og det lykkedes franskmændene at få et brohoved på Donaus højre bred. Mens der var kampe ved Günzburg, sendte Ney general Loisons 2. division af sted for at erobre broerne over Donau ved Elchingen, der ikke var særlig stærkt forsvaret. Da Mack nu havde mistede de fleste broer over Donau marchede han tilbage til Ulm. Omkring den 10. oktober havde Neys korps gjort store fremskridt: Malhers division havde nået højre bred, Loisons division kontrollerede Elchingen og Duponts division var på vej mod Ulm.

### Haslach-Jungingen og Elchingen
Den demoraliserede østrigske hær ankom til Ulm tidligt om morgenen den 10. oktober. Mack overvejede sit næste træk, og hæren lå stille til næste dag. I mellemtiden opererede Napoleon under falske forudsætninger: han troede østrigerne rykkede mod øst eller sydøst, og at Ulm derfor var let bevogtet. Ney fornemmede denne fejltagelse og skrev til Berthier, at Ulm i virkeligheden var meget stærkere befæstet end franskmændene troede. Alt imens dette skete blev den russiske trussel fra øst at optage Napoleon så meget, at han gav Murat kommandoen over hærens højre flanke bestående af Neys og Lanness korps. Franskmændene blev nu opdelt i to massive ringe: Neys, Lannes og Murats i vest skulle fastholde Mack, mens Soults, Davouts og Bernadottes, og Auguste Marmonts tropper i øst skulle sikre mod eventuelle russiske eller østrigske angreb. Den 11. oktober gjorde Ney et nyt fremstød mod Ulm: den 2. og 3. division skulle marchere mod byen langs Donaus højre bred, mens Duponts division støttet af en dragon-division skulle marchere direkte mod Ulm og indtage byen. Disse ordrer var dog håbløse, da Ney stadig ikke vidste, at hele den østrigske hær lå i Ulm.
Det 32. infanteriregiment i Duponts division marchrede fra Haslach mod Ulm og stødte på fire østrigske regimenter, der forsvarede Böfingen. Det 32. regiment udførte flere vilde, men mislykkede angreb mod østrigerne. Østrigerne satte flere kavaleri- og infanteriregimenter ind i kampen ved Ulm-Jungingen i håb om at udslette Neys korps ved at omringe Dupont. Dupont kunne se, hvad der var ved at ske, og kom østrigerne i forkøbet ved at udføre et overraskelsesangreb på Jungingen, hvormed han tog over 1.000 østrigere til fange. Nye østrigske angreb drev dem tilbage til Haslach, som det lykkedes franskmændene at forsvare. Dupont blev til sidst nødt til at falde tilbage til Albeck, hvor han slog sig sammen med Louis Baraguey d'Hillierss foddragondivision. Effekten af Slaget ved Haslach-Jungingen på Napoleons planer kendes ikke helt, men han må have regnet ud, at størstedelen af østrigernes hær var koncentreret omkring Ulm. I overenstemmelse med det sendte han Soult og Marmonts korps mod Iller, så han nu havde fire infanteri- og et kavalerikorps mod Mack; Davout, Bernadotte og de bayerske tropper bevogtede stadig området omkring München. Napoleon ville ikke slås over floden og beordrede sine marskaler til at erobre de vigtigste broer omkring Ulm. Han begyndte også at sende sine styrker nord for Ulm, da han mente slaget skulle stå her, i stedet for at omringe selve byen. Disse dispositioner og aktioner ledte til en konfrontation ved Elchingen den 14. mens Neys tropper avancerede mod Albeck.
Nu var de østrigske øverstkommanderende i vildrede. Ferdinand begyndte offentligt at betvivle Macks kommandostil og beslutninger og beskyldte ham for at bruge sin tid på at udstede modstridende ordrer, der fik den østrigske hær til at marchere frem og tilbage. Den 13. oktober 13 sendte Mack to kolonner ud fra Ulm som en forberedelse på et udfald mod nord: en under Johann Riesch rettet mod Elchingen for at sikre broen der, og en anden under Franz Werneck mod nord med det meste af det tunge artilleri. Ney skyndte at sende sine korps fremad for at skabe kontakt med Dupont, der stadig befandt sig nord for Donau. Ney ledte Loisons division til syd for Elchingen på Donaus højre bred for at begynde angrebet. Malhers division krydsede floden længere mod øst og rykkede mod vest mod Rieschs position. Slagmarken var en let bevokset flodseng med en kraftig stigning op til bjergbyen Elchingen, hvorfra der var god udsigt over området. Franskmændene fik slået de østrigske styrker væk fra broen, og et regiment udførte et dristigt bajonetangreb på abbediet på toppen af bakken, som de indtog. Under slaget ved Elchingen blev det østrigske kavaleri slået og Reischs infanteri flygtede mod Ulm. Ney fik titlen Hertug af Elchingen for sin imponerende sejr.

### Slaget ved Ulm
Den 13. oktober angreb Soults IV korps Memmingen fra øst. Efter en mindre kamp, der kostede 16 franske soldater livet, overgav generalmajor Karl Spangen von Uyternesse sig med 4.600 soldater, otte kanoner samt ni standarter. Østrigerne var ved at løbe tør for ammunition, afskåret fra Ulm og demoraliseret pga. den manglende ledelse og forvirringen hos overkommandoen.
Der kom flere kampe den 14.
Murat slog sig sammen med Dupont ved Albeck, lige tids nok til at afværge et østrigsk angreb fra Werneck; sammen slog Murat og Dupont de østrigske styrker på flugt mod nord i retning mod Heidenheim. Ved aftenstid den 14. lå to franske korps i udkanten af den østrigske lejr ved Michelsberg, lige uden for Ulm. Mack befandt sig nu i en farlig situation: han kunne ikke længere undslippe langs den nordre bred, Marmont og Garde impériale bevægede sig omkring i udkanten af Ulm samt syd for floden, og Soult bevægede fra mod nord fra Memmingen for at forhindre østrigerne i at flygte mod syd til Tyrol. Problemerne i den østrigske kommando fortsatte, da Ferdinand underkendte Macks protester og gav ordre til evakueringen af alt kavaleri fra Ulm, totalt 6.000 mand. Murats forfølgelse var dog så effektiv at kun 11 eskadroner nåede frem til Franz Werneck ved Heidenheim. Murat forsatte sine forstyrrelsesangreb på Werneck og tvang ham til overgivelse med 8.000 mænd ved Treuchtlingen den 19. oktober; Murat fik også fat i en østrigsk vognpark med 500 køretøjer og rykkede videre mod Neustadt an der Donau og tilfangetog 12.000 østrigere.
Begivenhederne ved Ulm spidsede nu til. Den 15. oktober angreb Ney med succes lejren ved Michelsberg og den 16. begyndte franskmændene at bombardere byen Ulm. Østrigernes moral var på lavpunktet, og det gik op for Mack, at håbet for en redning var forsvindende lille. Den 17. oktober underskrev Napoleons udsending, Ségur, en aftale med Mack, hvori østrigerne gik med til en overgivelse den 25. oktober, hvis der ikke inden ankom forstærkninger. Senere hørte Mack om overgivelserne ved Heidenheim og Neresheim og gik derfor med til en overgivelse den 20., fem dage før det aftalte tidspunkt. Det lykkedes for 1.500 mand fra den østrigske garnison at undslippe, men størstedelen af de østrigske styrker marcherede ud af byen den 21. oktober og nedlagde deres våben uden kamp, med alle styrkerne i Garde impériale stillet op i en stor halvcirkel for at overvære overgivelsen (se billedet i infoboksen). Officererne fik lov til at tage af sted, hvis de gav deres æresord på ikke at kæmpe mod franskmændene, før de blev udvekslet. Mere end ti officerer var med i denne aftale deriblandt Mack, Johann von Klenau, Maximilian Anton Karl, fyrst Liechtenstein samt Ignaz Gyulai.

## Efterspil
Mens østrigerne marchere ud af Ulm for at overgive sig, blev en fransk-spansk flåde sænket i Slaget ved Trafalgar. Denne afgørende britiske sejr gjorde en ende på den franske flådetrussel og gjorde briterne til den dominerende flådenation frem til 1. Verdenskrig. På trods af det var Ulm-felttoget en bemærkelsesværdig sejr med udslettelsen af en hel østrigsk hær med meget få tab hos franskmændene. Den 8. bulletin for Garde impériale beskrev bedriften:
| Citat | Tredive tusind mand, blandt dem 2.000 kavalerister, 60 kanoner og 40 standarter er faldet i hænderne på sejrherrerne.... Siden begyndelsen af krigen er det totale antal krigsfanger beregnet til 60.000, antallet af standarter til 80, uden at medregne artilleri og transporter.... Aldrig før har sejre været så fuldendte og kostet så lidt. | Citat |
|       | |       |

Marshal Augereaus ankomst fra Brest med det netop oprettede VII korps gav franskmændene endnu en god nyhed, da det havde slået Franjo Jelačićs division ved Dornbirn i Voralberg. Russerne trak sig mod nordøst efter Macks overgivelse, og Wien blev indtaget 12. november. De allierede blev endeligt slået i slaget ved Austerlitz i december, og Østrig blev tvunget ud af den tredje koalition nogle uger efter. Den franske sejr fremhævede effektiviteten af la manoeuvre sur les arrières, en special type strategisk omringning, første gang brugt af Napoleon i sit italienske felttog i 1796. Manøvren krævede en styrke, der kunne opholde en bred front af fjenden, mens andre gik i position bag fjenden og på hans flanker. Mens fjenden kæmpede med den første styrke, skulle de andre angribe et afgørende punkt og besegle sejren. I Ulm tjente Murats kavaleri som den styrke, der skulle få østrigerne til at tro franskmændene ville angribe gennem Schwarzwald. Mens Murat fik østrigerne til at rykke mod Ulm, trak hovedparten af de franske styrker gennem det centrale Tyskland og adskilte Macks hær fra de andre kampe.

### Betydning
Ulm-felttoget er et historisk eksempel på en strategisk omgåelsesplan. Den afgørende sejr ved Ulm ses også som et resultat af den lange intensive træning, som Grande Armée modtog i lejrene ved Boulogne. Grande Armée medtog meget lidt tros, invaderede fjendtligt territorium i høsttiden og marcherede meget hurtigere end østrigerne havde regnet med. Felttoget fremhævede fordelene i Corps d'Arméesystemet; korps blev den fundamentale strategi i de store krige i det nittende og tyvende århundrede.